# Championnat de France féminin de kin-ball 2009-2010
Pour le championnat 2009-2010, cinq équipes sont inscrites. C'est une de moins une équipe en moins à Quintin et une nouvelle à Landeronde. 
Le championnat a utilisé la formule 3 de 7. Les équipes s'affrontent sur des périodes de 7 minutes. Le vainqueur de trois périodes remporte le match et se verra attribuer 3 points, le second se verra attribuer 1 point (après prolongation s'il le faut) et le troisième n'aura aucun point.

## Clubs et équipes engagés
- Kin-ball Association Rennes
- SCO Kin-ball Angers (2 équipes)
  - Angers 1
  - Angers 2
- Junior Association de Quintin
- Landeronde

## Classement
Champion : SCO Kin-ball Angers
| Place | Equipes    | Points | MJ | Première place | Seconde place | Troisième place | Nb Périodes |
| ----- | ---------- | ------ | -- | -------------- | ------------- | --------------- | ----------- |
| 1     | Angers 2   | 16     | 6  | 6              | 0             | 0               | 18          |
| 2     | Rennes     | 11     | 6  | 3              | 2             | 1               | 13          |
| 3     | Angers 1   | 7      | 6  | 1              | 4             | 1               | 7           |
| 4     | Quintin    | 4      | 6  | 0              | 4             | 2               | 2           |
| 5     | Landeronde | 0      | 6  | 0              | 0             | 6               | 0           |